# Звания и знаки различия сотрудников НКВД и МВД СССР
Звания и знаки различия сотрудников НКВД и МВД — упорядоченная система специальных званий сотрудников правоохранительных органов и органов государственной безопасности власти в СССР: НКВД СССР и МВД СССР, НКГБ/МГБ СССР, а также установленная форма одежды и знаки различия. Следует иметь в виду, что персональные воинские или специальные звания присваивались не всем сотрудникам и представителям начсостава НКВД (НКГБ, МВД) даже в тех структурах, где подразумевалось обязательное ношение формы и знаков различия.
В настоящей статье рассматривается период с 1936 г. по 1958 г.

## Звания и знаки различия НКВД
Вплоть до начала Великой Отечественной войны в НКВД РСФСР и НКВД/НКГБ СССР применялась оригинальная система знаков различия и должностей/званий, отличная от воинских. Во времена Ежова в милиции и ГУГБ установились персональные звания и знаки различия, похожие на армейские, однако фактически соответствующие на два ранга выше воинского звания (так, в 1940 году звание капитана госбезопасности/милиции примерно соответствовало армейскому подполковнику или полковнику, майор госбезопасности/милиции — полковнику или комбригу, старший майор госбезопасности/милиции — комдиву, затем генерал-майору). Генеральный комиссар госбезопасности с 1937 года носил знаки различия внешне напоминающие маршальские (до этого — крупная золотая звезда на красной петлице с золотым просветом). После назначения на должность наркома Берии, точнее, к 1943 году, эта система постепенно унифицировалась с армейской.

### Звания сотрудников органов госбезопасности
После введения 22 сентября 1935 года персональных воинских званий в РККА, встал вопрос об аналогичной реформе в НКВД СССР. Первоначальным проектом предусматривалось принятие системы званий, полностью идентичной званиям армейского командного состава с добавлением слов «государственной безопасности» (от отделённого командира государственной безопасности до командарма государственной безопасности 1-го ранга), однако, командирские звания не отражали функций начальствующего состава органов госбезопасности и в конечном итоге этот проект принят не был.
- Постановлением Центрального исполнительного комитета № 20 и Совета народных комиссаров СССР № 2256 от 7.10.1935 «О специальных званиях для начальствующего состава ГУГБ НКВД СССР» (объявлено приказом НКВД № 319 от 10.10.1935)[2][3] для начальствующего состава Главного управления государственной безопасности НКВД были установлены специальные звания:
  - комиссар государственной безопасности 1-го ранга
  - комиссар государственной безопасности 2-го ранга
  - комиссар государственной безопасности 3-го ранга
  - старший майор государственной безопасности
  - майор государственной безопасности
  - капитан государственной безопасности
  - старший лейтенант государственной безопасности
  - лейтенант государственной безопасности
  - младший лейтенант государственной безопасности
  - сержант государственной безопасности
- Постановлением ЦИК и СНК от 16.10.1935 было утверждено «Положение о прохождении службы начальствующим составом Главного управления государственной безопасности Народного Комиссариата Внутренних Дел Союза ССР» (объявлено приказом НКВД № 335 от 23.10.1935). Оно определяло порядок присвоения очередных званий, порядок назначения и увольнения сотрудников, знаки различия.
  -     - Постановлением ЦИК СССР и СНК СССР от 26.11.1935[4] «Об установлении звания Генеральный комиссар государственной безопасности и присвоении его народному комиссару внутренних дел СССР тов. Ягоде Г. Г.» звание генерального комиссара государственной безопасности присвоено Ягоде Генриху Григорьевичу — народному комиссару внутренних дел СССР.
    - Постановлением ЦИК СССР и СНК СССР от 27 января 1937 года «О присвоении звания Генеральный комиссар государственной безопасности народному комиссару внутренних дел СССР тов. Ежову Н. И.» звание Генеральный комиссар государственной безопасности присвоено Ежову Николаю Ивановичу — народному комиссару внутренних дел СССР.
    - Указом Президиума Верховного совета СССР от 30 января 1941 года «О присвоении наркому внутренних дел тов. Берия Л. П. звания Генерального комиссара Государственной безопасности» звание Генеральный комиссар государственной безопасности присвоено Берии Лаврентию Павловичу — народному комиссару внутренних дел СССР[5].
- Данная система просуществовала до 9.2.1943, когда Указом Президиума Верховного Совета СССР «О званиях начальствующего состава органов НКВД и милиции» были установлены новые специальные звания государственной безопасности, сходные с общевойсковыми:
  - Высший начальствующий состав:
    - генеральный комиссар государственной безопасности;
    - комиссар государственной безопасности 1-го ранга;
    - комиссар государственной безопасности 2-го ранга;
    - комиссар государственной безопасности 3-го ранга;
    - комиссар государственной безопасности (переаттестация из старшего майора государственной безопасности).

  - Старший начальствующий состав:
    - полковник государственной безопасности (переаттестация из майора государственной безопасности);
    - подполковник государственной безопасности (переаттестация из капитана государственной безопасности);
    - майор государственной безопасности (переаттестация из старшего лейтенанта государственной безопасности).

  - Средний начальствующий состав:
    - капитан государственной безопасности (переаттестация из лейтенанта государственной безопасности);
    - старший лейтенант государственной безопасности (переаттестация из младшего лейтенанта государственной безопасности);
    - лейтенант государственной безопасности (переаттестация из сержанта государственной безопасности, если звание получено до 1 января 1942 года);
    - младший лейтенант государственной безопасности (переаттестация из сержанта государственной безопасности, если звание получено после 1 января 1942 года).

  - Младший начальствующий состав:
    - старшина специальной службы;
    - старший сержант специальной службы;
    - сержант специальной службы;
    - младший сержант специальной службы.
- Последнее изменение было произведено Указом Президиума Верховного Совета СССР «О званиях, форме одежды и знаках различия начальствующего состава Народного комиссариата внутренних дел и Народного комиссариата государственной безопасности СССР» от 06.07.1945, когда специальные звания государственной безопасности были отменены[6][7], всему начальствующему составу органов НКВД и НКГБ СССР присвоены воинские звания, установленные для офицерского состава и генералов Красной Армии.

Указом Президиума Верховного Совета СССР от 9 июля 1945 года:
- звание Маршала Советского Союза было присвоено Генеральному комиссару государственной безопасности БЕРИИ Лаврентию Павловичу — Наркому внутренних дел СССР;
- звание генерала армии было присвоено Комиссару государственной безопасности 1-го ранга МЕРКУЛОВУ Всеволоду Николаевичу — Наркому госбезопасности СССР.

Постановлением СНК СССР № 1663 от 9 июля 1945 года были присвоены следующие воинские звания:
1. АБАКУМОВУ Виктору Семеновичу — начальнику Главного управления контрразведки СМЕРШ НКО СССР;
2. ГОГЛИДЗЕ Сергею Арсеньевичу — начальнику УНКГБ по Хабаровскому краю и Уполномоченному НКГБ по Дальнему Востоку;
3. КОБУЛОВУ Богдану Захаровичу — 1-му заместителю наркома госбезопасности СССР;
4. КРУГЛОВУ Сергею Никифоровичу — 1-му заместителю наркома внутренних дел СССР;
5. ПАВЛОВУ Карпу Александровичу — начальнику ГУШОСДОР НКВД СССР;
6. СЕРОВУ Ивану Александровичу — заместителю наркома внутренних дел СССР, Уполномоченному НКВД СССР по ГСОВГ и заместителю Главноначальствующего СВАГ по делам гражданской администрации;
7. ЧЕРНЫШЕВУ Василию Васильевичу — заместителю наркома внутренних дел СССР;

1. БАБКИНУ Алексею Никитичу — Уполномоченному НКВД-НКГБ по Латвийской ССР;
2. БЕЛЬЧЕНКО Сергею Саввичу — Наркому внутренних дел Белорусской ССР;
3. БЛИНОВУ Афанасию Сергеевичу — начальнику УНКГБ по Московской области;
4. БОГДАНОВУ Николаю Кузьмичу — Наркому внутренних дел Казахской ССР;
5. БОРЩЕВУ Тимофею Михайловичу — начальнику УНКГБ по Свердловской области;
6. БУРДАКОВУ Семену Николаевичу — начальнику Управления Ухто-Ижемского ИТЛ и Ухто-Ижемского комбината НКВД;
7. ВЛАСИКУ Николаю Сидоровичу — 1-му заместителю начальника 6-го Управления НКГБ СССР;
8. ВЛОДЗИМИРСКОМУ Льву Емельяновичу — начальнику Следственной части по особо важным делам НКГБ СССР;
9. ВОРОНИНУ Александру Ивановичу — начальнику УНКГБ по Львовской области;
10. ГВИШИАНИ Михаилу Максимовичу — начальнику УНКГБ по Приморскому краю;
11. ГОРЛИНСКОМУ Николаю Дмитриевичу — начальнику УНКГБ по Краснодарскому краю;
12. ДОЛГИХ Ивану Ильичу — начальнику УНКВД по Хабаровскому краю;
13. ДРОЗДЕЦКОМУ Петру Гавриловичу — заместителю наркома госбезопасности Украинской ССР;
14. 3ЕГНАТАШВИЛИ Александру Яковлевичу — начальнику Управления спецобъектов в Крыму НКВД СССР;
15. ЖУКОВУ Георгию Сергеевичу — начальнику Отдела спецпоселений УНКВД по Новосибирской области;
16. ЖУРАВЛЕВУ Михаилу Ивановичу — начальнику УНКВД по Московской области;
17. ЗАВЕНЯГИНУ Авраамию Павловичу — заместителю наркома внутренних дел СССР;
18. КАРАНАДЗЕ Григорию Теофиловичу — Наркому внутренних дел Грузинской ССР;
19. КОБУЛОВУ Амаяку Захаровичу — начальнику Оперативного отдела — 1-му заместителю начальника Главного управления по делам военнопленных и интернированных НКВД СССР;
20. КУБАТКИНУ Петру Николаевичу — начальнику УНКГБ по Ленинградской области;
21. ЛАПШИНУ Евгению Петровичу — начальнику отдела «Б» НКГБ СССР;
22. ЛЕОНТЬЕВУ Александру Михайловичу — начальнику Главного управления по борьбе с бандитизмом НКВД СССР;
23. МАМУЛОВУ Степану Соломоновичу — начальнику Секретариата НКВД СССР;
24. МАРКАРЯНУ Рубену Амбарцумовичу — Наркому внутренних дел Дагестанской АССР;
25. МИЛЬШТЕЙНУ Соломону Рафаиловичу — начальнику 3-го Управления НКГБ СССР;
26. НАСЕДКИНУ Виктору Григорьевичу — начальнику Главного управления ИТЛ и колоний НКВД СССР;
27. НИКИШОВУ Ивану Федоровичу — Уполномоченному НКВД СССР по Дальстрою;
28. ОБРУЧНИКОВУ Борису Павловичу — заместителю наркома внутренних дел СССР по кадрам — начальнику Отдела кадров НКВД СССР;
29. ОГОЛЬЦОВУ Сергею Ивановичу — Наркому госбезопасности Казахской ССР;
30. РАЙХМАНУ Леониду Федоровичу — заместителю начальника 2-го Управления НКГБ СССР;
31. РАПАВА Авксентию Нарикиевичу — Наркому госбезопасности Грузинской ССР;
32. РОДИОНОВУ Дмитрию Гавриловичу — начальнику 1-го отдела и заместителю начальника 2-го Управления НКГБ СССР;
33. РУМЯНЦЕВУ Василию Ивановичу — заместителю начальника 4-го отдела 6-го Управления НКГБ СССР;
34. РЯСНОМУ Василию Степановичу — Наркому внутренних дел Украинской ССР;
35. САВЧЕНКО Сергею Романовичу — Наркому госбезопасности Украинской ССР;
36. САЗЫКИНУ Николаю Степановичу — Уполномоченному НКВД-НКГБ по Эстонии;
37. САФРАЗЬЯНУ Леону Богдановичу — заместителю наркома внутренних дел СССР и начальнику Главного управления аэродромного строительства НКВД СССР;
38. СЕРГИЕНКО Василию Тимофеевичу — начальнику УНКВД по Крымской области;
39. СУДОПЛАТОВУ Павлу Анатольевичу — начальнику 4-го Управления НКГБ СССР, отдела «Ф» и группы «С» НКВД СССР;
40. СУМБАТОВУ (ТОПУРИДЗЕ) Ювельяну Давидовичу — начальнику Хозяйственного управления НКВД СССР;
41. ТКАЧЕНКО Ивану Максимовичу — Уполномоченному НКВД-НКГБ СССР по Литовской ССР;
42. ФЕДОТОВУ Павлу Васильевичу — начальнику 2-го Управления НКГБ СССР;
43. ФИТИНУ Павлу Михайловичу — начальнику 1-го Управления НКГБ СССР;
44. ФОКИНУ Петру Максимовичу — начальнику УНКГБ по Крымской области;
45. ХАРИТОНОВУ Федору Петровичу — Наркому внутренних дел Туркменской ССР;
46. ЦАНАВА Лаврентию Фомичу — Наркому госбезопасности Белорусской ССР;
47. ЦЕРЕТЕЛИ Шалве Отаровичу — 1-му заместителю наркома госбезопасности Грузинской ССР;
48. ШЕВЕЛЕВУ Ивану Григорьевичу — начальнику 5-го Управления НКГБ СССР;
49. ШИКТОРОВУ Ивану Сергеевичу — начальнику УНКВД по Ленинградской области;
50. ЯКУБОВУ Мир Теймуру Мир Алекпер-оглы — Наркому внутренних дел Азербайджанской ССР;

1. АЛЛАХВЕРДОВУ Михаилу Андреевичу — начальнику 8-го отдела 1-го Управления НКГБ СССР;
2. АНДРЕЕВУ Михаилу Александровичу — начальнику Отдела правительственной связи НКВД СССР;
3. АРКАДЬЕВУ Дмитрию Васильевичу — начальнику Отдела железнодорожных и водных перевозок НКВД СССР;
4. АТАКИШЕВУ Ага-Салиму Ибрагим-оглы — заместителю наркома госбезопасности Азербайджанской ССР;
5. БАБАДЖАНОВУ Юлдашу Бабаджановичу — заместителю наркома внутренних дел Узбекской ССР;
6. БАБКИНУ Ивану Андриановичу — заместителю начальника Отдела кадров НКГБ СССР;
7. БАРТАШЮНАСУ Иосифу Марциановичу — Наркому внутренних дел Литовской ССР;
8. БАСКАКОВУ Михаилу Ивановичу — начальнику УНКГБ по Горьковской области;
9. БАШТАКОВУ Леониду Фокеевичу — начальнику Высшей школы НКГБ СССР;
10. БЕЖАНОВУ Григорию Акимовичу — Наркому госбезопасности Кабардинской АССР;
11. БЕЛОЛИПЕЦКОМУ Степану Ефимовичу — Наркому внутренних дел Чувашской АССР;
12. БЗИАВА Константину Павловичу — Наркому внутренних дел Кабардинской АССР;
13. БЛОХИНУ Василию Михайловичу — начальнику Комендантского отдела Административно-хозяйственного и финансового управления НКГБ СССР;
14. БОЙКОВУ Ивану Павловичу — начальнику Богословского ИТЛ и строительства НКВД;
15. БУЯНОВУ Леониду Сергеевичу — Наркому внутренних дел Коми АССР;
16. БЫЗОВУ Алексею Петровичу — начальнику УНКГБ по Брянской области;
17. БЫКОВУ Давиду Романовичу — Наркому госбезопасности Башкирской АССР;
18. ВЛАДИМИРОВУ Владимиру Никифоровичу — начальнику 3-го спецотдела НКВД СССР;
19. ГАГУА Иллариону Авксентьевичу — Наркому госбезопасности Абхазской АССР;
20. ГЕРЦОВСКОМУ Аркадию Яковлевичу — начальнику Отдела «А» НКГБ СССР;
21. ГОЛУБЕВУ Николаю Алексеевичу — Уполномоченному НКВД-НКГБ по Молдавии;
22. ГОРБЕНКО Ивану Ивановичу — начальнику УНКВД по Ростовской области;
23. ГОРБУЛИНУ Павлу Николаевичу — Наркому внутренних дел Татарской АССР;
24. ГРИБОВУ Михаилу Васильевичу — Наркому госбезопасности Мордовской АССР;
25. ГРИГОРЯНУ Хорену Ивановичу — заместителю наркома внутренних дел Армянской ССР;
26. ГРИШАКИНУ Александру Дмитриевичу — начальнику УНКВД по Тульской области;
27. ГУБИНУ Владимиру Владимировичу — начальнику УНКВД по Ярославской области;
28. ГУГУЧИЯ Александру Илларионовичу — заместителю наркома госбезопасности Казахской ССР по кадрам;
29. ГУЗЯВИЧЮСУ Александру Августовичу — Наркому госбезопасности Литовской ССР;
30. ГУЛЬСТУ Вениамину Наумовичу — начальнику 3-го отдела 3-го Управления НКГБ СССР;
31. ДАВЛИАНИДЗЕ Сергею Семеновичу — заместителю наркома госбезопасности Грузинской ССР;
32. ДЕМИНУ Владимиру Ивановичу — начальнику УНКВД по Архангельской области;
33. ДОБРЫНИНУ Григорию Прокофьевичу — 1-му заместителю начальника Главного управления ИТЛ и колоний НКВД СССР;
34. ДРОЗДОВУ Виктору Александровичу — в распоряжении НКВД СССР;
35. ЕГОРОВУ Сергею Егоровичу — начальнику 9-го Управления и заместителю начальника Главного управления лагерей горно-металлургических предприятий НКВД СССР;
36. ЕМЕЛЬЯНОВУ Степану Федоровичу — Наркому госбезопасности Азербайджанской ССР;
37. ЕСИПЕНКО Даниилу Ивановичу — заместителю наркома госбезопасности Украинской ССР;
38. ЕФИМОВУ Дмитрию Ардалионовичу — заместителю наркома госбезопасности Литовской ССР;
39. ЕФИМОВУ Сергею Александровичу — начальнику 5-го отделения 1-го отдела 6-го Управления НКГБ СССР;
40. ЖУРАВЛЕВУ Павлу Матвеевичу — резиденту НКГБ в Каире;
41. ЗАВГОРОДНЕМУ Георгию Степановичу — заместителю начальника Главного управления ИТЛ и колоний НКВД СССР;
42. ЗАКУСИЛО Александру Алексеевичу — начальнику УНКВД по Приморскому краю;
43. ЗАПЕВАЛИНУ Михаилу Александровичу — заместителю начальника Отдела «Ф» НКВД СССР;
44. ЗАРУБИНУ Василию Михайловичу — начальнику 6-го отдела 1-го Управления НКГБ СССР;
45. ЗАХАРОВУ Александру Павловичу — начальнику УНКВД по Молотовской области;
46. ЗАЧЕПЕ Ивану Ивановичу — начальнику УНКГБ по Молотовской области;
47. ЗВЕРЕВУ Александру Дмитриевичу — начальнику УНКВД по Горьковской области;
48. ИВАНОВУ Владимиру Васильевичу — начальнику Секретариата Особого совещания НКВД СССР;
49. ИЛЮШИНУ (ЭДЕЛЬМАНУ) Илье Израилевичу — начальнику 2-го отдела и заместителю начальника 2-го Управления НКГБ СССР;
50. КАВЕРЗНЕВУ Михаилу Кирилловичу — начальнику УНКГБ по Куйбышевской области;
51. КАКУЧАЯ Варламу Алексеевичу — Наркому госбезопасности Северо-Осетинской АССР;
52. КАЛИНИНСКОМУ Михаилу Ивановичу — Наркому госбезопасности Дагестанской АССР;
53. КАПРАЛОВУ Петру Михайловичу — заместителю наркома внутренних дел Литовской ССР;
54. КАРПОВУ Георгию Григорьевичу — начальнику 5-го отдела 2-го Управления НКГБ СССР;
55. КЛЕПОВУ Сергею Алексеевичу — заместителю начальника 3-го Управления НКГБ СССР;
56. КОВШУКУ-БЕКМАНУ Михаилу Фомичу — начальнику УНКГБ по Красноярскому краю;
57. КОМАРОВУ Георгию Яковлевичу — начальнику треста «Колымснаб» и заместителю начальника Дальстроя НКВД по снабжению;
58. КОНДАКОВУ Петру Павловичу — начальнику УНКГБ по Новосибирской области;
59. КОПЫТЦЕВУ Алексею Ивановичу — начальнику 2-го отдела и заместителю начальника 5-го Управления НКГБ СССР;
60. КОРСАКОВУ Георгию Аркадьевичу — 2-му заместителю начальника Дальстроя НКВД;
61. КОЧЛАВАШВИЛИ Александру Ивановичу — 1-му заместителю наркома внутренних дел Грузинской ССР;
62. КРАВЧЕНКО Валентину Александровичу — начальнику 4-го спецотдела НКВД СССР;
63. КУЗНЕЦОВУ Александру Константиновичу — начальнику 6-го Управления НКГБ СССР;
64. КУЗЬМИЧЕВУ Сергею Федоровичу — заместителю начальника 1-го отдела 6-го Управления НКГБ СССР;
65. КУММУ Борису Гансовичу — Наркому госбезопасности Эстонской ССР;
66. ЛЕОНЮКУ Фоме Акимовичу — начальнику Отдела по борьбе с детской беспризорностью и безнадзорностью НКВД СССР;
67. ЛОРЕНТУ Петру Павловичу — начальнику Транспортного отдела НКГБ Московско-Курской железной дороги;
68. МАЛИНИНУ Леониду Андреевичу — начальнику УНКГБ по Тернопольской области;
69. МАЛЬКОВУ Павлу Михайловичу — начальнику УНКВД по Ивановской области;
70. МАЛЬЦЕВУ Михаилу Митрофановичу — начальнику Управления Воркуто-Печорского ИТЛ и строительства НКВД и начальнику комбината «Воркутауголь» НКВД;
71. МАРКЕЕВУ Михаилу Ивановичу — Наркому внутренних дел Молдавской ССР;
72. МАРТИРОСОВУ Георгию Иосифовичу — заместителю начальника УНКГБ по Горьковской области;
73. МАТЕВОСОВУ Ивану Ивановичу — Наркому внутренних дел Армянской ССР;
74. МЕДВЕДЕВУ Александру Петровичу — начальнику УНКВД по Красноярскому краю;
75. МЕЩАНОВУ Павлу Самсоновичу — начальнику УНКГБ по Ставропольскому краю;
76. МИЧУРИНУ-РАВЕРУ Марку Леонтьевичу — начальнику 6-го отдела НКГБ Грузинской ССР;
77. МОРДОВЦУ Иосифу Лаврентьевичу — Наркому госбезопасности Молдавской ССР;
78. МОШЕНСКОМУ Авксентию Леонтьевичу — начальнику Транспортного отдела НКГБ Западной железной дороги;
79. МУХИНУ Андрею Федоровичу — начальнику Транспортного отдела НКГБ Октябрьской железной дороги;
80. НИБЛАДЗЕ Ираклию Ильичу — заместителю наркома госбезопасности Грузинской ССР по кадрам;
81. НИКИТИНУ Дмитрию Михайловичу — Наркому внутренних дел Карело-Финской ССР;
82. НИКИТИНСКОМУ Иосифу Илларионовичу — начальнику Управления государственных архивов НКВД СССР;
83. НИКОЛЬСКОМУ Михаилу Ивановичу — начальнику Тюремного управления НКВД СССР;
84. НОВИКСУ Альфонсу Андреевичу — Наркому госбезопасности Латвийской ССР;
85. НОВОБРАТСКОМУ Льву Ильичу — начальнику 6-го отдела 2-го Управления НКГБ СССР;
86. ОВАКИМЯНУ Гайку Бадаловичу — заместителю начальника 1-го Управления НКВД СССР;
87. ОКУНЕВУ Павлу Игнатьевичу — начальнику УНКВД по Дальстрою НКВД;
88. ОРЛОВУ Павлу Александровичу — заместителю наркома внутренних дел Молдавской ССР;
89. ОСЮНЬКИНУ Константину Павловичу — начальнику Окружного транспортного отдела НКГБ железных дорог Дальнего Востока;
90. ПАВЛОВУ Василию Павловичу — начальнику УНКВД по Калининской области;
91. ПАВЛОВУ Михаилу Федоровичу — начальнику УНКВД по Челябинской области;
92. ПАВЛОВУ Николаю Ивановичу — начальнику УНКВД по Саратовской области;
93. ПАВЛОВУ Семену Никифоровичу — начальнику УНКГБ по Ярославской области;
94. ПАНЮКОВУ Александру Алексеевичу — начальнику Управления Норильского ИТЛ и комбината НКВД;
95. ПЕТРЕНКО Ивану Григорьевичу — начальнику Управления Нижне-Амурского ИТЛ НКВД;
96. ПЕТРОВУ Александру Васильевичу — начальнику УНКВД по Куйбышевской области;
97. ПЕТРОВСКОМУ Федору Павловичу — начальнику УНКВД по Новосибирской области;
98. ПИТОВРАНОВУ Евгению Петровичу — Наркому госбезопасности Узбекской ССР;
99. ПЛЕСЦОВУ Сергею Иннокентьевичу — начальнику УНКГБ по Архангельской области;
100. ПОГУДИНУ Василию Ивановичу — старшему оперуполномоченному 1-го отделения 2-го отдела 6-го Управления НКГБ СССР;
101. ПОКОТИЛО Сергею Викторовичу — начальнику УНКГБ по Ростовской области;
102. ПОПКОВУ Ивану Григорьевичу — начальнику УНКВД по Свердловской области;
103. ПОРТНОВУ Ивану Борисовичу — начальнику УНКВД по Читинской области;
104. ПОТАШНИКУ Матвею Моисеевичу — заместителю начальника УНКГБ по Челябинской области;
105. ПРОШИНУ Василию Степановичу — заместителю начальника Главного управления по борьбе с бандитизмом НКВД СССР;
106. ПЧЕЛКИНУ Афанасию Афанасьевичу — Наркому внутренних дел Киргизской ССР;
107. РАТУШНОМУ Николаю Тимофеевичу — заместителю начальника Главного управления по делам военнопленных и интернированных НКВД СССР;
108. РЕЗЕВУ Александру Иоганесовичу — Наркому внутренних дел Эстонской ССР;
109. РОДОВАНСКОМУ Якову Федоровичу — начальнику 7-го отдела 3-го Управления НКГБ СССР;
110. РУЧКИНУ Алексею Федоровичу — Наркому госбезопасности Чувашской АССР;
111. САВИНОВУ Михаилу Ивановичу — Наркому внутренних дел Якутской АССР;
112. САМЫГИНУ Дмитрию Семеновичу — начальнику Транспортного отдела НКГБ Ленинской железной дороги;
113. САХАРОВУ Борису Сергеевичу — старшему оперуполномоченному Контрольно-инспекторской группы 6-го Управления НКГБ СССР;
114. СВИНЕЛУПОВУ Михаилу Георгиевичу — заместителю наркома госбезопасности СССР по кадрам — начальнику Отдела кадров НКГБ СССР;
115. СЕМЕНОВУ Ивану Павловичу — начальнику УНКВД по Красноярскому краю;
116. СЕРИКОВУ Михаилу Кузьмичу — начальнику Управления пожарной охраны УНКВД по Ленинградской области;
117. СИДОРОВУ Ивану Кузьмичу — начальнику Политического управления Дальстроя НКВД;
118. СМИРНОВУ Владимиру Ивановичу — начальнику Отдела контрразведки СМЕРШ НКВД СССР;
119. СМИРНОВУ Павлу Петровичу — начальнику Административно-хозяйственного и финансового управления НКГБ СССР;
120. СМОРОДИНСКОМУ Владимиру Тимофеевичу — начальнику отдела «В» НКГБ СССР;
121. СОКОЛОВУ Алексею Григорьевичу — начальнику УНКГБ по Омской области;
122. СОПРУНЕНКО Петру Карповичу — в распоряжении НКВД СССР;
123. СТЕФАНОВУ Алексею Георгиевичу — начальнику Особой инспекции — заместителю начальника Отдела кадров НКВД СССР;
124. СУСЛОВУ Николаю Григорьевичу — старшему оперуполномоченному 3-го отделения 2-го отдела 6-го Управления НКГБ СССР;
125. СУХОДОЛЬСКОМУ Владимиру Николаевичу — начальнику УНКГБ по Тульской области;
126. ТЕКАЕВУ Борис Ильичу — Наркому внутренних дел Северо-Осетинской АССР;
127. ТИМОФЕЕВУ Михаилу Михайловичу — начальнику Управления лагерей лесной промышленности НКВД СССР;
128. ТОКАРЕВУ Дмитрию Степановичу — Наркому госбезопасности Таджикской ССР;
129. ТРОФИМОВУ Борису Петровичу — начальнику УНКВД по Курской области;
130. ТРУБНИКОВУ Василию Матвеевичу — начальнику УНКВД по Ровенской области;
131. ФИЛАТОВУ Степану Ивановичу — начальнику УНКГБ по Молотовской области;
132. ФИРСАНОВУ Кондратию Филипповичу — начальнику УНКВД по Брянской области;
133. ХАРЧЕНКО Андрею Владимировичу — Наркому внутренних дел Таджикской ССР;
134. ШАДРИНУ Дмитрию Николаевичу — начальнику 2-го отдела и заместителю начальника 6-го Управления НКГБ СССР
135. ШАМАРИНУ Андрею Васильевичу — начальнику УНКВД по Кемеровской области;
136. ШЕМЕНЕ Семену Ивановичу — начальнику 2-го Управления — заместителю начальника Главного управления по делам военнопленных и интернированных НКВД СССР;
137. ШИТИКОВУ Никите Ионовичу — начальнику Отдела проверочно-фильтрационных лагерей НКВД СССР;
138. ШПИГОВУ Николаю Семеновичу — заместителю начальника Управления коменданта Московского Кремля НКГБ СССР по хозяйственной части;
139. ЭГЛИТУ Августу Петровичу — Наркому внутренних дел Латвийской ССР;
140. ЭЙТИНГОНУ Науму Исааковичу — заместителю начальника 4-го Управления НКВД СССР;
141. ЭСАУЛОВУ Анатолию Александровичу — заместителю наркома госбезопасности Белорусской ССР;
142. ЮХИМОВИЧУ Семену Петровичу — начальнику УНКВД по Одесской области;
143. ЯКОВЛЕВУ Василию Терентьевичу — начальнику 2-го отдела 1-го Управления НКГБ СССР;

В дальнейшем генеральские звания не присваивались до 1954 года.
Указом Президиума Верховного Совета СССР «Об отмене воинских званий, введении новых званий и изменении в связи с этим формы одежды и знаков различия для начальствующего состава органов Министерства государственной безопасности СССР» от 21 августа 1952 г., объявленным приказом МГБ № 0294 от 26 августа 1952 г. воинские звания для сотрудников органов МГБ были вновь заменены на специальные звания. При этом переаттестация высшего начсостава произведена не была.
| с 7 октября 1935 г.                  | с 9 февраля 1943 г.                  | с 9 июля 1945 г.                   | с 21 августа 1952 г.*)            |
| ------------------------------------ | ------------------------------------ | ---------------------------------- | --------------------------------- |
| Звания не устанавливались            | младший сержант специальной службы   | младший сержант специальной службы | младший сержант госбезопасности   |
| Звания не устанавливались            | сержант специальной службы           | сержант специальной службы         | сержант госбезопасности           |
| Звания не устанавливались            | старший сержант специальной службы   | старший сержант специальной службы | старший сержант госбезопасности   |
| Звания не устанавливались            | старшина специальной службы          | старшина специальной службы        | старшина госбезопасности          |
| Звания не устанавливались            | младший лейтенант госбезопасности    | младший лейтенант                  | младший лейтенант госбезопасности |
| сержант госбезопасности              | лейтенант госбезопасности            | лейтенант                          | лейтенант госбезопасности         |
| младший лейтенант госбезопасности    | старший лейтенант госбезопасности    | старший лейтенант                  | старший лейтенант госбезопасности |
| лейтенант госбезопасности            | капитан госбезопасности              | капитан                            | капитан госбезопасности           |
| старший лейтенант госбезопасности    | майор госбезопасности                | майор                              | майор госбезопасности             |
| капитан госбезопасности              | подполковник госбезопасности         | подполковник                       | подполковник госбезопасности      |
| майор госбезопасности                | полковник госбезопасности            | полковник                          | полковник госбезопасности         |
| старший майор госбезопасности        | комиссар госбезопасности             | генерал-майор                      | генерал госбезопасности 3 ранга   |
| комиссар госбезопасности 3 ранга     | комиссар госбезопасности 3 ранга     | генерал-лейтенант                  | генерал госбезопасности 2 ранга   |
| комиссар госбезопасности 2 ранга     | комиссар госбезопасности 2 ранга     | генерал-полковник                  | генерал госбезопасности 1 ранга   |
| комиссар госбезопасности 1 ранга     | комиссар госбезопасности 1 ранга     | генерал армии                      | Генерал госбезопасности           |
| Генеральный комиссар госбезопасности | Генеральный комиссар госбезопасности | Маршал Советского Союза            | Звание не устанавливалось         |

```
*) В отношении высшего начсостава переаттестация не проводилась.
```

### Знаки различия сотрудников органов госбезопасности

#### 1935 год

Нарукавная эмблема имела овальную форму, изготовлялась из крапового приборного сукна, с вышивкой, изображавшей стилизованный щит с наложенным мечом, серпом и молотом. Вышивка была выполнена золотой и серебряной канителью по трафарету из картона. Эмблема нашивалось на левом рукаве форменной одежды выше локтя

«Положение о прохождении службы начальствующим составом Главного управления государственной безопасности Народного Комиссариата Внутренних Дел Союза ССР» (объявлено приказом НКВД № 335 от 23.10.1935). Оно определяло порядок присвоения очередных званий, порядок назначения и увольнения сотрудников, знаки различия. Данное «Положение…» было окончательно утверждено решением Политбюро ЦК ВКП(б) № П38/148 «О знаках различия для Генерального комиссара и начальствующего состава государственной безопасности» от 13.12.1935 и Постановлением СНК СССР № 2658 от 14.12.1935 и объявлены приказом НКВД № 396 от 27.12.1935. Были установлены следующие знаки различия:
- для Генерального комиссара — большая пятиконечная звезда правильной формы и плетёный жгут под ней;
- для остальных лиц высшего начальствующего состава — красные звёзды, окантованные по краям золотистой вышивкой (количество — в соответствии со званием);
- для лиц старшего начальствующего состава — красные звёзды, окантованные по краям серебристой вышивкой (количество — в соответствии со званием);
- для лиц среднего начальствующего состава — красные усечённые треугольники (количество — в соответствии со званием);

Знаки различия нашивались на обоих рукавах над обшлагами форменной одежды.
Также были введены петлицы и нарукавные эмблемы ГУГБ НКВД, определяющие принадлежность сотрудника к конкретной категории начсостава. Петлицы изготавливались из сукна крапового цвета и имели форму параллелограмма длиной 10 см (в нашитом виде — 9 см) и шириной 3,3 см. Петлицы различались цветом продольной полоски (золотистая для высшего начсостава, серебристая — для старшего и среднего). Цвету полоски соответствовал цвет окантовки воротника и обшлагов форменной одежды.
Нарукавная эмблема имела овальную форму, изготовлялась из крапового приборного сукна, с вышивкой, изображавшей стилизованный щит с наложенным мечом, серпом и молотом. Вышивка была выполнена золотой и серебряной канителью по трафарету из картона. Эмблема нашивалось на левом рукаве форменной одежды выше локтя.
Кандидаты на спецзвание носили петлицы с полоской серебристого цвета без окантовки воротника и обшлагов и эмблемы ГУГБ.

Глава 4-я. ЗНАКИ РАЗЛИЧИЯ
18. Устанавливаются нижеследующие знаки различия для начальствующего состава Главного управления государственной безопасности и его местных органов:
а) два нарукавных усеченных треугольника красного цвета — сержант государственной безопасности;
б) три нарукавных усеченных треугольника красного цвета — младший лейтенант государственной безопасности;
в) одна нарукавная шитая серебром звезда — лейтенант государственной безопасности;
г) две нарукавные шитые серебром звезды — старший лейтенант государственной безопасности;
д) три нарукавные шитые серебром звезды — капитан государственной безопасности;
е) одна нарукавная шитая золотом звезда — майор государственной безопасности;
ж) две нарукавные шитые золотом звезды — старший майор государственной безопасности;
з) три нарукавные шитые золотом звезды — комиссар государственной безопасности 3-го ранга;
и) четыре нарукавные шитые золотом звезды, одна из них внизу — комиссар государственной безопасности 2-го ранга;
к) четыре нарукавные шитые золотом звезды, одна из них вверху — комиссар государственной безопасности 1-го ранга;
П р и м е ч а н и е. Знаки различия носят на обоих рукавах.
Для всего начальствующего состава ГУГБ устанавливается особый нарукавный знак утверждённого образца. Нарукавный знак носят на левом рукаве.
Лица начальствующего состава ГУГБ носят продольный жгут на петлицах, а именно:
а) серебряный жгут — сержант, младший лейтенант, лейтенант, старший лейтенант и капитан;
б) золотой жгут — майор, старший майор, комиссар государственной безопасности 3-го, 2-го и 1-го ранга.
Кандидаты на звание, стажирующиеся на младших оперативных должностях носят установленную для начальствующего состава ГУГБ форменную одежду с серебряным продольным жгутом, но без знаков различия и нарукавного знака.
Синий жгут на петлицах, но без знаков различия на рукавах носят курсанты школ Главного управления государственной безопасности и фельдъегерский корпус.
19. Ношение начальствующим составом знаков различия, не соответствующих присвоенному персонально специальному званию, преследуется по закону.
П р и м е ч а н и е. Начальствующий состав запаса и в отставке носит петлицы (ст. ст. 41, 48, 49) с особой отличительной нашивкой на петлицах, подробное описание которых дается в инструкции НКВД СССР по применению настоящего «Положения».

41. Лицам, начальствующего состава, уволенным в отставку, разрешается ношение форменной одежды, но без знаков различия.
С разрешением Народного комиссара внутренних дел Союза ССР отдельным лицам, состоящим в отставке, может быть предоставлено право ношения форменной одежды со знаками различия.
Этим лицам на право ношения форменной одежды со знаками различия выдаются Народным комиссариатом внутренних дел Союза ССР специальные удостоверения.

48. Начальствующему составу запаса ГУГБ разрешается ношение форменной одежды и знаков различия только во время прохождения ими учебных сборов, курсов переподготовки и во время привлечения на временную оперативную работу.
В остальное время этим лицам начальствующего состава разрешается ношение форменной одежды, но без знаков различия.
49. Отдельным лицам запаса по особому разрешению Народного комиссара внутренних дел Союза ССР может быть предоставлено право ношения форменной одежды со знаками различия и вне учебных сборов и курсов переподготовки.
Этим лицам на право ношения форменной одежды со знаками различия выдаются Народным Комиссариатом внутренних дел Союза ССР специальные удостоверения.
— «Положение о прохождении службы начальствующим составом Главного управления государственной безопасности Народного Комиссариата Внутренних Дел Союза ССР» (объявлено приказом НКВД №335 от 23.10.1935).
По статусу звание Генерального комиссара госбезопасности соответствовало воинскому званию «Маршал Советского Союза» (официальных таблиц соответствия не имелось). Знаки различия в 1935—1937 годах — большая звезда с полосой в петлице, в 1937—1943 годах большая звезда в петлице (как у Маршала Советского Союза, однако петлица имела цвета органов госбезопасности), в 1943—1945 годах погоны, аналогичные погонам маршалов Советского Союза.

#### 1936 год
- Система знаков различия 1935 года оказалась неудачной: нарукавные знаки различия были трудноразличимы.

В связи с этим 4.4.1936 Нарком внутренних дел СССР Г. Г. Ягода направил записку на имя И. В. Сталина и В. М. Молотова, в которой предлагал дополнительно ввести персональные знаки различия на петлицах. Это предложение было принято. Новые петлицы были утверждены решением Политбюро ЦК ВКП(б) № П39/32 от 24.4.1936 и Постановлением СНК СССР № 722 «О дополнительных знаках различия для начальствующего состава НКВД» от 28.4.1936 и введены приказом НКВД № 152 от 30.4.1936. На петлицы были добавлены знаки различия, аналогичные нарукавным (золоченые и посеребренные металлические либо вышитые звёздочки, красные эмалевые усечённые треугольники), однако несколько отличавшиеся от них расположением.
- Вопрос о знаках различия в Особых отделах некоторое время оставался открытым из-за согласований между Наркоматом обороны и НКВД. Совместным приказом НКО/НКВД № 91/183 от 23.5.1936 было объявлено «Положение об особых органах ГУГБ НКВД СССР», согласно которому для работавших в войсках сотрудников Особых отделов НКВД в целях конспирации устанавливались форма одежды и знаки различия военно-политического состава соответствующего звания.

Знаки различия сотрудников ГУ ГБ НКВД СССР образца 1936 г.*)
|                   | Генеральный комиссар государственной безопасности | Комиссар гос- безопасности 1 ранга | Комиссар гос- безопасности 2 ранга | Комиссар гос- безопасности 3 ранга | Старший майор гос- безопасности | Майор гос- безопасности | Капитан гос безопасности | Старший лейтенант гос- безопасности | Лейтенант гос- безопасности | Младший лейтенант гос- безопасности | Сержант гос- безопасности | Кандидат на звание | Курсант школ ГУГБ/ фельдъегерь |
| пет- лица         | петлица ГБ 1936                                   | петлица ГБ 1936                    | петлица ГБ 1936                    | петлица ГБ 1936                    | петлица ГБ 1936                 | петлица ГБ 1936         | петлица ГБ 1936          | петлица ГБ 1936                     | петлица ГБ 1936             | петлица ГБ 1936                     | петлица ГБ 1936           | петлица ГБ 1936    | петлица ГБ 1936                |
|                   |                                                   |                                    |                                    |                                    |                                 |                         |                          |                                     |                             |                                     |                           |                    |                                |
| нару- кавный знак | н/з гб 1936                                       | н/з гб 1936                        | н/з гб 1936                        | н/з гб 1936                        | н/з гб 1936                     | н/з гб 1936             | н/з гб 1936              | н/з гб 1936                         | н/з гб 1936                 | н/з гб 1936                         | н/з гб 1936               | нет                | нет                            |

```
 *) 
Звёздочки и знаки на петлицах - с 30 апреля 1936 г. (Приказ НКВД № 152). Эмблема ГБ - только на левый рукав.
```

#### 1937 год
- Приказом НКВД № 278 от 15.7.1937 система знаков различия была в очередной раз изменена. Нарукавные знаки различия были отменены, был изменён вид петлиц. Петлицы устанавливались двух видов: для гимнастёрки или френча и для шинели. Гимнастёрочные петлицы сохраняли прежние форму и размер. Шинельные имели форму ромба со скруглёнными вогнутыми верхними сторонами. Высота петлицы 11 см, ширина — 8,5 см. Цвет петлиц оставался прежним: краповые с малиновым кантом. Вместо звёздочек и угольников были установлены знаки различия, аналогичные принятым в РККА: «ромбы» для высшего начсостава, прямоугольники («шпалы») — для старшего и квадраты («кубики») — для среднего:

| Специальное звание                               | Знаки различия                         |
| ------------------------------------------------ | -------------------------------------- |
| Генеральный комиссар госбезопасности             | одна большая звезда                    |
| Комиссар государственной безопасности 1-го ранга | малая золотистая звезда и четыре ромба |
| Комиссар государственной безопасности 2-го ранга | четыре ромба                           |
| Комиссар государственной безопасности 3-го ранга | три ромба                              |
| Старший майор государственной безопасности       | два ромба                              |
| Майор государственной безопасности               | один ромб                              |
| Капитан государственной безопасности             | три прямоугольника                     |
| Старший лейтенант государственной безопасности   | два прямоугольника                     |
| Лейтенант государственной безопасности           | один прямоугольник                     |
| Младший лейтенант государственной безопасности   | три квадрата                           |
| Сержант государственной безопасности             | два квадрата                           |

На локтевом сгибе:
- до капитана госбезопасности: вышитый на краповом сукне овал с мечом, серпом и молотом в центре; овал и клинок меча — серебристого цвета, эфес меча, серп и молот — золотистого цвета;
- майор госбезопасности и выше - вышитый на краповом сукне овал с мечом, серпом и молотом в центре; овал золотистого цвета, меч, серп и молот — серебристого;

1937 - 1943 гг. (в том числе на начало Великой Отечественной войны)
| Знаки различия сотрудников Главного управления Государственной безопасности НКВД (НКГБ СССР в период 3.2.1941—20.7.1941) КРОМЕ военнослужащих Войск НКВД (включая Погранвойска и Морпогранохрану НКВД) | Знаки различия сотрудников Главного управления Государственной безопасности НКВД (НКГБ СССР в период 3.2.1941—20.7.1941) КРОМЕ военнослужащих Войск НКВД (включая Погранвойска и Морпогранохрану НКВД) | Знаки различия сотрудников Главного управления Государственной безопасности НКВД (НКГБ СССР в период 3.2.1941—20.7.1941) КРОМЕ военнослужащих Войск НКВД (включая Погранвойска и Морпогранохрану НКВД) | Знаки различия сотрудников Главного управления Государственной безопасности НКВД (НКГБ СССР в период 3.2.1941—20.7.1941) КРОМЕ военнослужащих Войск НКВД (включая Погранвойска и Морпогранохрану НКВД) | Знаки различия сотрудников Главного управления Государственной безопасности НКВД (НКГБ СССР в период 3.2.1941—20.7.1941) КРОМЕ военнослужащих Войск НКВД (включая Погранвойска и Морпогранохрану НКВД) |
| Специальное звание | Знаки различия | Знаки различия | Знаки различия | Знаки различия |
| Специальное звание | в петлицах | в петлицах | на рукавах | на рукавах |
| Специальное звание | Гимнастерка, френч | Шинель | На локтевом сгибе | Внизу рукава |
| --- | --- | --- | --- | --- |
| Сержант государственной безопасности | | | | нет |
| Младший лейтенант государственной безопасности | | | | нет |
| Лейтенант государственной безопасности | | | | нет |
| Старший лейтенант государственной безопасности | | | | нет |
| Капитан государственной безопасности | | | | нет |
| Майор государственной безопасности | | | | нет |
| Старший майор государственной безопасности | | | | нет |
| Комиссар государственной безопасности 3-го ранга | | | | нет |
| Комиссар государственной безопасности 2-го ранга | | | | нет |
| Комиссар государственной безопасности 1-го ранга | | | | Комиссар ГБ 1 ранга |
| Генеральный комиссар госбезопасности | | | | |

- Приказом НКВД № 126 от 18.2.1943 в соответствии с Указом Президиума Верховного Совета СССР «О введении новых знаков различия для личного состава органов и войск НКВД» от 9.2.1943 вместо существующих петлиц были введены новые знаки различия — погоны, а также утверждены правила ношения формы одежды личным составом органов и войск НКВД CCCP.

## Звания и знаки различия сотрудников милиции

### 1936 год
Постановлением Центрального исполнительного комитета и Совета народных комиссаров СССР от 26 апреля 1936 года «О специальных званиях и знаках различия личного состава Рабоче-Крестьянской Милиции НКВД Союза ССР» для Рабоче-Крестьянской Милиции НКВД были установлены специальные звания:
Начальствующий состав:
- главный директор милиции;
- директор милиции;
- инспектор милиции;
- старший майор милиции;
- майор милиции;
- капитан милиции;
- старший лейтенант милиции;
- лейтенант милиции;
- младший лейтенант милиции;
- сержант милиции.

Младший начальствующий состав:
- помкомвзвода, старшина милиции;
- отделенный командир милиции;
- старший милиционер.

Рядовой состав:
- милиционер.

Знаки различия РКМ отличались от знаков различия, принятых в РККА и Внутренней и Пограничной охране НКВД. Если там основой различнения званий лежали различные геометрические фигуры красной эмали в различных сочетаниях, то здесь такой основой стали металлические посеребренные звездочки на золотых просветах. 
Таблица: Знаки различия сотрудников милиции образца 1936 г.
- Начальствующий состав

|                         | Высший начальствующий состав | Высший начальствующий состав | Высший начальствующий состав | Высший начальствующий состав | Старший начальствующий состав | Старший начальствующий состав | Старший начальствующий состав |
|                         | Главный директор милиции     | Директор милиции             | Инспектор милиции            | Старший майор милиции        | Майор милиции                 | Капитан милиции               | Старший лейтенант милиции     |
| ----------------------- | ---------------------------- | ---------------------------- | ---------------------------- | ---------------------------- | ----------------------------- | ----------------------------- | ----------------------------- |
| Петлицы                 | петлица ркм 1936             | петлица ркм 1936             | петлица ркм 1936             | петлица ркм 1936             | петлица ркм 1936              | петлица ркм 1936              | петлица ркм 1936              |
| Нарукавные знаки РКМ**) |                              |                              |                              |                              |                               |                               |                               |

- Средний, младший начальствующий и рядовой состав

|                    |          | Средний начальствующий состав | Средний начальствующий состав | Средний начальствующий состав | Средний начальствующий состав | Mладший начальствующий и рядовой состав***) | Mладший начальствующий и рядовой состав***) | Mладший начальствующий и рядовой состав***) | Mладший начальствующий и рядовой состав***) |
|                    |          | Лейтенант милиции             | Младший лейтенант милиции     | Сержант милиции               | Кандидат на звание*)          | Старшина милиции                            | Отделённый командир милиции                 | Старший милиционер                          | Милиционер                                  |
| ------------------ | -------- | ----------------------------- | ----------------------------- | ----------------------------- | ----------------------------- | ------------------------------------------- | ------------------------------------------- | ------------------------------------------- | ------------------------------------------- |
| Петлицы            | Петлицы  | петлица ркм 1936              | петлица ркм 1936              | петлица ркм 1936              | петлица ркм 1936              | петлица ркм 1936                            | петлица ркм 1936                            | петлица ркм 1936                            | петлица ркм 1936                            |
| Нару- кавные знаки | РКМ**)   |                               |                               |                               |                               |                                             |                                             |                                             |                                             |
| Нару- кавные знаки | ОРУД***) | нет                           | нет                           | нет                           | нет                           | знак милиции 1939                           | знак милиции 1939                           | знак милиции 1939                           | знак милиции 1939                           |

- Начальствующий состав ГАИ (Приказ  НКВД СССР № 219 от 26 апреля 1939 г.)

|                      | Майор милиции     | Капитан милиции   | Старший лейтенант милиции | Лейтенант милиции | Младший лейтенант милиции | Сержант милиции   |
| -------------------- | ----------------- | ----------------- | ------------------------- | ----------------- | ------------------------- | ----------------- |
| Петлицы              | петлица ркм 1936  | петлица ркм 1936  | петлица ркм 1936          | петлица ркм 1936  | петлица ркм 1936          | петлица ркм 1936  |
| Нарукавные знаки ГАИ | знак милиции 1939 | знак милиции 1939 | знак милиции 1939         | знак милиции 1939 | знак милиции 1939         | знак милиции 1939 |

```
*) 
Приказ НКВД СССР № 381 от 07.09.1936 г.

**) После принятия 5 декабря 1936 г. новой Конституции СССР был изменен 
Герб СССР
 (число витков ленты было увеличено до 11-ти). Показаны оба варианта. На петлицах младшего начсостава и рядовых показан герб образца 1937 г.
***) Приказ  НКВД СССР № 219 от 26 апреля 1939 г.
```

### 1939 — 1943 г.
В конце лета 1939 г. Пр.№ 524 (24.08.1939) в РКМ устанавливаются новые знаки различия по персональным спецзваниям — по форме аналогичные уже существующим в РККА, войсках НКВД и Госбезопасности — в виде треугольников, квадратов («кубиков», «кубарей»), прямоугольников («шпал») и ромбов синей эмали на бирюзовых (гимнастерочных и шинельных) петлицах с красным кантом. Фактически произошёл возврат знаков, существовавших до введения персональных званий в 1936 г. с той разницей, что теперь эти знаки обозначали уже не должностные категории, а сами звания.
Знаки различия РКМ, таким образом, унифицировались с уже существующими знаками в структурах НКВД и РККА. Старые знаки различия (с просветами и звездочками) отменялись, их ношение запрещалось.
| Знаки различия сотрудников Рабоче-крестьянской милиции НКВД СССР в период 23.08.1939—9.02.1943) | Знаки различия сотрудников Рабоче-крестьянской милиции НКВД СССР в период 23.08.1939—9.02.1943) | Знаки различия сотрудников Рабоче-крестьянской милиции НКВД СССР в период 23.08.1939—9.02.1943) | Знаки различия сотрудников Рабоче-крестьянской милиции НКВД СССР в период 23.08.1939—9.02.1943) | Знаки различия сотрудников Рабоче-крестьянской милиции НКВД СССР в период 23.08.1939—9.02.1943) | Знаки различия сотрудников Рабоче-крестьянской милиции НКВД СССР в период 23.08.1939—9.02.1943) | Знаки различия сотрудников Рабоче-крестьянской милиции НКВД СССР в период 23.08.1939—9.02.1943) | Знаки различия сотрудников Рабоче-крестьянской милиции НКВД СССР в период 23.08.1939—9.02.1943) | Знаки различия сотрудников Рабоче-крестьянской милиции НКВД СССР в период 23.08.1939—9.02.1943) |
| Специальное звание                                                                              | Знаки различия                                                                                  | Знаки различия                                                                                  | Знаки различия                                                                                  | Знаки различия                                                                                  | Знаки различия                                                                                  | Знаки различия                                                                                  | Знаки различия                                                                                  | Знаки различия                                                                                  |
| Специальное звание                                                                              | Общая милиция, в т.ч. Отделы регулирования уличного движения (ОРУД)                             | Общая милиция, в т.ч. Отделы регулирования уличного движения (ОРУД)                             | Общая милиция, в т.ч. Отделы регулирования уличного движения (ОРУД)                             | Общая милиция, в т.ч. Отделы регулирования уличного движения (ОРУД)                             | Общая милиция, в т.ч. Отделы регулирования уличного движения (ОРУД)                             | Государственная автоинспекция (ГАИ)                                                             | Государственная автоинспекция (ГАИ)                                                             | Государственная автоинспекция (ГАИ)                                                             |
| Специальное звание                                                                              | в петлицах                                                                                      | в петлицах                                                                                      | на левом рукаве                                                                                 | на левом рукаве                                                                                 | на левом рукаве                                                                                 | в петлицах                                                                                      | в петлицах                                                                                      | на левом рукаве                                                                                 |
| Специальное звание                                                                              | Гимнастерка, френч                                                                              | Шинель                                                                                          | Комначсостав                                                                                    | Политсостав                                                                                     | ОРУД                                                                                            | Гимнастерка, френч                                                                              | Шинель                                                                                          | на левом рукаве                                                                                 |
| ----------------------------------------------------------------------------------------------- | ----------------------------------------------------------------------------------------------- | ----------------------------------------------------------------------------------------------- | ----------------------------------------------------------------------------------------------- | ----------------------------------------------------------------------------------------------- | ----------------------------------------------------------------------------------------------- | ----------------------------------------------------------------------------------------------- | ----------------------------------------------------------------------------------------------- | ----------------------------------------------------------------------------------------------- |
| Милиционер                                                                                      |                                                                                                 |                                                                                                 | Не установлен                                                                                   | Не установлен                                                                                   | знак милиции 1939                                                                               |                                                                                                 |                                                                                                 |                                                                                                 |
| Старший милиционер                                                                              |                                                                                                 |                                                                                                 | Не установлен                                                                                   | Не установлен                                                                                   | знак милиции 1939                                                                               |                                                                                                 |                                                                                                 |                                                                                                 |
| Отделенный командир милиции                                                                     |                                                                                                 |                                                                                                 | Не установлен                                                                                   | Не установлен                                                                                   | знак милиции 1939                                                                               |                                                                                                 |                                                                                                 |                                                                                                 |
| Старшина милиции                                                                                |                                                                                                 |                                                                                                 | Не установлен                                                                                   | Не установлен                                                                                   | знак милиции 1939                                                                               |                                                                                                 |                                                                                                 |                                                                                                 |
| Сержант милиции                                                                                 |                                                                                                 |                                                                                                 |                                                                                                 |                                                                                                 |                                                                                                 |                                                                                                 |                                                                                                 | знак милиции 1939                                                                               |
| Младший лейтенант милиции                                                                       |                                                                                                 |                                                                                                 |                                                                                                 |                                                                                                 |                                                                                                 |                                                                                                 |                                                                                                 | знак милиции 1939                                                                               |
| Лейтенант милиции                                                                               |                                                                                                 |                                                                                                 |                                                                                                 |                                                                                                 |                                                                                                 |                                                                                                 |                                                                                                 | знак милиции 1939                                                                               |
| Старший лейтенант милиции                                                                       |                                                                                                 |                                                                                                 |                                                                                                 |                                                                                                 |                                                                                                 |                                                                                                 |                                                                                                 | знак милиции 1939                                                                               |
| Капитан милиции                                                                                 |                                                                                                 |                                                                                                 |                                                                                                 |                                                                                                 |                                                                                                 |                                                                                                 |                                                                                                 | знак милиции 1939                                                                               |
| Майор милиции                                                                                   |                                                                                                 |                                                                                                 |                                                                                                 |                                                                                                 |                                                                                                 |                                                                                                 |                                                                                                 | знак милиции 1939                                                                               |
| Старший майор милиции                                                                           |                                                                                                 |                                                                                                 |                                                                                                 |                                                                                                 |                                                                                                 |                                                                                                 |                                                                                                 |                                                                                                 |
| Инспектор милиции                                                                               |                                                                                                 |                                                                                                 |                                                                                                 |                                                                                                 |                                                                                                 |                                                                                                 |                                                                                                 |                                                                                                 |
| Директор милиции                                                                                |                                                                                                 |                                                                                                 |                                                                                                 |                                                                                                 |                                                                                                 |                                                                                                 |                                                                                                 |                                                                                                 |
| Главный директор милиции                                                                        |                                                                                                 |                                                                                                 |                                                                                                 |                                                                                                 |                                                                                                 |                                                                                                 |                                                                                                 |                                                                                                 |

### 1943 год
Указом Президиума Верховного Совета СССР «О званиях начальствующего состава органов НКВД и милиции» от 09.02.1943 для начальствующего состава милиции установлены новые специальные звания (звание рядового состава осталось без изменений):
| Категория                     | Специальные звания          | Специальные звания           | Категория                     |
| Категория                     | 1936                        | 1943                         | Категория                     |
| ----------------------------- | --------------------------- | ---------------------------- | ----------------------------- |
| Начальствующий состав         | Главный директор милиции    |                              |                               |
| Начальствующий состав         | Директор милиции            | комиссар милиции 1-го ранга; | Высший начальствующий состав  |
| Начальствующий состав         | Инспектор милиции           | комиссар милиции 2-го ранга; | Высший начальствующий состав  |
| Начальствующий состав         | Старший майор милиции       | комиссар милиции 3-го ранга. | Высший начальствующий состав  |
| Начальствующий состав         | Майор милиции               | полковник милиции;           | Старший начальствующий состав |
| Начальствующий состав         | Капитан милиции             | подполковник милиции;        | Старший начальствующий состав |
| Начальствующий состав         | Старший лейтенант милиции   | майор милиции.               | Старший начальствующий состав |
| Начальствующий состав         | Лейтенант милиции           | капитан милиции;             | Средний начальствующий состав |
| Начальствующий состав         | Младший лейтенант милиции   | старший лейтенант милиции;   | Средний начальствующий состав |
| Начальствующий состав         | Сержант милиции             | лейтенант милиции;           | Средний начальствующий состав |
|                               |                             | младший лейтенант милиции.   | Средний начальствующий состав |
| Младший начальствующий состав | Старшина милиции            | старшина милиции;            | Младший начальствующий состав |
| Младший начальствующий состав | Отделенный командир милиции | старший сержант милиции;     | Младший начальствующий состав |
| Младший начальствующий состав | Старший милиционер          | сержант милиции;             | Младший начальствующий состав |
|                               |                             | младший сержант милиции;     | Младший начальствующий состав |
|                               |                             | ефрейтор милиции.            | Младший начальствующий состав |
| Рядовой состав                | милиционер                  | милиционер                   | Рядовой состав                |

### 1947 год
17 июня 1947 года секретным Постановлением СМ СССР № 2104-556сс в составе МГБ СССР создано Главное управление охраны на железнодорожном и водном транспорте (ГУО). Центральному Главку подчинялись отделения на местах. После 19 июня 1947 г. в подчинение нового ГУО МГБ из ТУ перешла транспортная милиция, на базе которой были образованы два оперативно-войсковых подразделения: корпус охраны МГБ на железнодорожном транспорте и дивизия охраны МГБ на водном транспорте. Транспортная милиция как самостоятельная структура прекратила своё существование.С переходом в систему МГБ сотрудники транспортной милиции получали статус военнослужащих и переаттестовывались с милицейских спецзваний на воинские звания. 
В связи с изменением формы одежды сотрудников милиции изменён внешний вид знаков различия - погон. Система званий - без изменений.

#### Погоны сотрудников милиции образца 1943—1948 годов
- Высший начальствующий состав:

|        | Комиссар милиции 1-го ранга | Комиссар милиции 2-го ранга | Комиссар милиции 3-го ранга |
| ------ | --------------------------- | --------------------------- | --------------------------- |
| Погоны |                             |                             |                             |

- Старший и средний начальствующий состав:

|            | Старший начальствующий состав | Старший начальствующий состав | Старший начальствующий состав | Средний начальствующий состав | Средний начальствующий состав | Средний начальствующий состав | Средний начальствующий состав |
|            | Полковник милиции             | Подполковник милиции          | Майор милиции                 | Капитан милиции               | Старший лейтенант милиции     | Лейтенант милиции             | Младший лейтенант милиции     |
| ---------- | ----------------------------- | ----------------------------- | ----------------------------- | ----------------------------- | ----------------------------- | ----------------------------- | ----------------------------- |
| Погоны     |                               |                               |                               |                               |                               |                               |                               |
| Погоны ГАИ |                               |                               |                               |                               |                               |                               |                               |

- Младший начальствующий состав и pядовой состав отделений милиции:

|                                                       | Младший начальствующий состав | Младший начальствующий состав | Младший начальствующий состав | Младший начальствующий состав | Pядовой состав         | Pядовой состав        |
|                                                       | Старшина милиции              | Старший сержант милиции       | Сержант милиции               | Младший сержант милиции       | Ефрейтор милиции       | Милиционер            |
| ----------------------------------------------------- | ----------------------------- | ----------------------------- | ----------------------------- | ----------------------------- | ---------------------- | --------------------- |
| Погоны районных отделений милиции                     |                               |                               |                               |                               |                        |                       |
| Погоны городских отделений милиции                    | Конвойная милиция             | 16-е отделение милиции        | 17-е отделение милиции        | Кавалерийский эскадрон        | 12-е отделение милиции | 7-е отделение милиции |
| Погоны Отделов регулирования уличного движения (ОРУД) | Конвойная милиция             | 16-е отделение милиции        | 17-е отделение милиции        | Кавалерийский эскадрон        | 12-е отделение милиции | 7-е отделение милиции |
| Погоны Железнодорожной милиции                        | Конвойная милиция             | 16-е отделение милиции        | 17-е отделение милиции        | Кавалерийский эскадрон        | 12-е отделение милиции | 7-е отделение милиции |
| Погоны Водной милиции                                 | Конвойная милиция             | 16-е отделение милиции        | 17-е отделение милиции        | Кавалерийский эскадрон        | 12-е отделение милиции | 7-е отделение милиции |

- Курсанты учебных заведений милиции:

|                    | Младший начальствующий состав | Младший начальствующий состав     | Младший начальствующий состав | Младший начальствующий состав     | Pядовой состав                                            | Pядовой состав  |
| Специальное звание | Курсант — старшина милиции    | Курсант — старший сержант милиции | Курсант — сержант милиции     | Курсант — младший сержант милиции | Курсант — ефрейтор милиции / Курсант — старший милиционер | Курсант милиции |
| ------------------ | ----------------------------- | --------------------------------- | ----------------------------- | --------------------------------- | --------------------------------------------------------- | --------------- |
| Погоны курсантов   |                               |                                   |                               |                                   |                                                           |                 |

### 1952 год
Отменены воинские звания для сотрудников транспортной милиции (ГУО МГБ СССР) с переаттестацией всех сотрудников на специальные звания милиции.
Указ Президиума Верховного Совета СССР от 21 августа 1952 года:
 Распространить на личный состав транспортной милиции Министерства государственной безопасности СССР действие Указа Президиума Верховного Совета СССР от 9 февраля 1943 г. «О званиях начальствующего состава органов НКВД и милиции».
Данная система специальных званий просуществовала до 23 октября 1973 года, когда Указом Президиума Верховного Совета СССР «О специальных званиях рядового и начальствующего состава органов внутренних дел», отменявшим действие Указа ПВС СССР от 9.02.1943, а также действие статей 1 Указов ПВС СССР от 21.08.1952 и 24.10.1966, были упразднены некоторые и установлены новые специальные звания сотрудников милиции МВД СССР.

#### Погоны и нарукавные знаки сотрудников милиции образца 1947—1958 годов
- Высший начальствующий состав:

|        | Комиссар милиции I ранга | Комиссар милиции II ранга | Комиссар милиции III ранга |
| ------ | ------------------------ | ------------------------- | -------------------------- |
| Погоны |                          |                           |                            |

- Старший и средний начальствующий состав:

|                                                                   | Старший начальствующий состав | Старший начальствующий состав | Старший начальствующий состав | Средний начальствующий состав | Средний начальствующий состав | Средний начальствующий состав | Средний начальствующий состав |
|                                                                   | Полковник милиции             | Подполковник милиции          | Майор милиции                 | Капитан милиции               | Старший лейтенант милиции     | Лейтенант милиции             | Младший лейтенант милиции     |
| ----------------------------------------------------------------- | ----------------------------- | ----------------------------- | ----------------------------- | ----------------------------- | ----------------------------- | ----------------------------- | ----------------------------- |
| Погоны                                                            |                               |                               |                               |                               |                               |                               |                               |
| Нарукавный знак ОРУД и ОБД (с 1957 г., на левом рукаве)           |                               |                               |                               |                               |                               |                               |                               |
| Нарукавный знак транспортной милиции (с 1957 г., на левом рукаве) |                               |                               |                               |                               |                               |                               |                               |

- Младший начальствующий состав и pядовой состав отделений милиции:

|                                                                   | Младший начальствующий состав | Младший начальствующий состав | Младший начальствующий состав | Младший начальствующий состав | Pядовой состав   | Pядовой состав |
|                                                                   | Старшина милиции              | Старший сержант милиции       | Сержант милиции               | Младший сержант милиции       | Ефрейтор милиции | Милиционер     |
| ----------------------------------------------------------------- | ----------------------------- | ----------------------------- | ----------------------------- | ----------------------------- | ---------------- | -------------- |
| Погоны районных отделений милиции                                 |                               |                               |                               |                               |                  |                |
| Нарукавный знак ОРУД и ОБД (с 1957 г., на левом рукаве)           |                               |                               |                               |                               |                  |                |
| Нарукавный знак транспортной милиции (с 1957 г., на левом рукаве) |                               |                               |                               |                               |                  |                |

## Пожарная охрана
См. также: Униформа пожарной охраны СССР
С 1934 года в составе НКВД СССР было образовано Главное управление пожарной охраны (ГУПО), включившее в себя а) подразделения городской пожарной охраны, с 1920 г. входившие в состав НКВД РСФСР и его коммунально-хозяйственное управление, а с 1931 г. - Народного комиссариата коммунального хозяйства РСФСР (и других союзных республик). Эта структура сохранила свое название и в новом наркомате. Помимо этого в составе НКВД остались части б) военизированной пожарной охраны (ВПО), осуществлявшие свои функции на особо важных и пожароопасных объектах и подчиненные ОГПУ. 
При этом, ведомственная пожарная охрана осталась в подчинении своих наркоматов.
За ГПО в составе НКВД СССР был закреплен синий приборный цвет, за ВПО — краповый; знаки различия со временем максимально унифицированы. Персональные звания в системе пожарной охраны не вводились - до 1943 г. ограничивались лишь должностными категориями. Имеющие воинское (РККА, ВВ и ПВ НКВД) или специальное (ГУГБ НКВД, РКМ) звание при откомандировании в ГПО или ВПО носили, как правило, форму и знаки различия своих ведомств.

### Знаки различия образца 1936 года
16 июня 1936 года был издан Приказ НКВД СССР № 285, устанавливающий новую форму одежды и знаки различия по должностным категориям для ВПО НКВД. Аналогичные знаки различия, но с иным приборным цветом, были установлены и для ГПО.
Должности обозначались металлическими знаками красной эмали — звездочками (высший начсостав), пятиугольниками (старший начсостав), кругами (средний начсостав) и полукругами (младший начсостав).
Дополнительно должностная категория обозначалась краповыми петлицами с малиновой окантовкой (размер — стандартный, примерно 33 на 100 мм), не несшими иной функциональной нагрузки. На петлицах высшего, среднего и старшего начсоставов размещались серебряные металлические эмблемы пожарной охраны (перекрещенные топор и разводной ключ с наложенным горящим факелом в лавровом венке), младшего — знаки пожарной службы белого металла, рядового — знаки по специальностям — топорник (скрещенные топоры), ствольщик (скрещенные стволы), стендерный (пожарный насос). Петлицы рядового и младшего начсостава имели по центру широкий просвет жёлтого цвета (13 мм), среднего — серебряный жгут по центру просвета, старший — два серебряных жгута по краям просвета, высший — три серебряных жгута (по краям и по центру просвета).
Знаки различия представляли собой:
- для высшего, старшего, среднего начсостава — шестиугольный щит (110 на 75 мм) крапового сукна с окантовкой золоченой канители и золоченым шитьем, в верхней половине щита — эмблема пожарной охраны, в нижней — знаки различия по должностям;
- для младшего начсостава и рядового состава — пятиугольник крапового сукна (120 на 75 мм) с малиновой окантовкой, в верхней части — знак пожарной службы белого металла, по центру — знаки различия.

Знаки носились на обмундировании внизу рукавов.
Приказ г. Москва 13.09.1936 г. «О внесении изменений в форму одежды для ВПО НКВД, объявленную приказом НКВД № 285-36 г.»
В соответствии с постановлением комиссии Президиума ЦИК СССР от 16.08.1936 г. в установленную форму одежды для ВПО НКВД (приказ НКВД № 285 от 16.06.1936 г.) были внесены следующие изменения:
- ношение нарукавного щита — отменялось;
- знаки различия, установленные на щите — перенести на петлицы;
- эмблему, установленную на щите, перенести на левый рукав выше локтя.

### Знаки различия образца 1938 года
Приказ НКВД № 250 г. Москва 15.04.1938 г. «О введении новой формы одежды для личного состава военизированной пожарной охраны»
С апреля месяца 1938 года ввести в действие форму одежды для личного состава военизированной пожарной охраны, школ и аппаратов пожарной охраны НКВД СССР по прилагаемому описанию.
Зам наркома внутренних дел СССР комдив Чернышев.
Петлицы
а) Петлицы для начальствующего и рядового состава на гимнастерках и шинелях устанавливаются типа существующих гимнастерочных петлиц размером 35Х105 мм.
б) Петлицы пошиваются из приборного сукна крапового цвета с малиновым кантом и продольной полосками (посредине) жёлтого цвета, шириной в 2,5 мм, которые нашиваются одна от другой на расстоянии 7 мм.
в) Высший, старший и младший начальствующий состав носят на петлицах две полоски.
г) Средний начальствующий и рядовой состав носят на петлицах по одной полоске.
д) Весь личный состав на петлицах носят значок, состоящий из скрещенных топорика с французским ключом. Для высшего начальствующего состава цвета золота, для всех остальных — цвета серебра.
Знаки различия
Начсостав носит на петлицах знаки различия
а) высший: 12 категория — 3 звездочки цвета золота; 11 категория — 2 звездочки цвета золота; 10 категория — 1 звездочка цвета золота
б) старший: 9 категория — 3 звездочки цвета серебра; 8 категория — 2 звездочки цвета серебра; 7 категория — 1 звездочка цвета серебра;
в) средний: 6 категория — 4 звездочки цвета серебра; 5 категория — 3 звездочки цвета серебра; 4 категория — 2 звездочки цвета серебра; 3 категория — 1 звездочка цвета серебра
Младший начальствующий и рядовой состав на петлицах знаков различия не носит.
Эмблема
Средний, старший и высший начальствующий состав на левом рукаве (выше локтя) рубахи, пальто и шинели носит эмблему.
Эмблема изготовляется из крапового приборного сукна, натянутого на крахмальный брезент и состоит из венка (из листьев расшитых серебром) пожарного технического значка (расшитого золотой канителью), уложенного на венок, состоящего из скрещивающихся топорика, французского ключа и факела.

### Знаки различия образца 1939 года
Приказ г. Москва 26.02.1939 г. .«О внесении изменений в приказ НКВД № 250-38 г»
В приказ НКВД СССР от 15.04.1938 года № 250 внести следующие изменения
Для высшего начсостава пожарной охраны устанавливается ношение на петлицах трех полосок (вместо существующих двух полосок), согласно прилагаемым образцам. Ношение эмблемы на левом рукаве (выше локтя) рубахи, пальто и шинели для всего личного состава ВПО, школ и аппаратов пожарной охраны НКВД СССР — отменяется.
Зам наркома внутренних дел СССР комдив Чернышев.
| Должность по ГПО                                                            | Категория                                          | Должность по ВПО                                                 | Категория |
| --------------------------------------------------------------------------- | -------------------------------------------------- | ---------------------------------------------------------------- | --------- |
| Младший начальствующий и рядовой составы                                    |                                                    |                                                                  |           |
| Рядовой сотрудник, топорник, ствольщик, стендерник                          | Рядовой сотрудник, топорник, ствольщик, стендерник | Рядовой сотрудник, топорник, ствольщик, стендерник               | -         |
| Помощник начальника отделения                                               | К-1                                                | Начальник постовой смены                                         | К-1       |
| Начальник отделения, Начальник автохода                                     | К-2                                                | Начальник автохода                                               | К-2       |
| Начальник дежурной смены ГПО 5 разряда                                      | К-3                                                |                                                                  |           |
| Средний начальствующий состав                                               |                                                    |                                                                  |           |
| Начальник дежурной смены ГП команды 4 разряда                               | К-4                                                | Начальник неотдельного караула                                   | К-3       |
| Начальник ГП команды 5 разряда                                              | К-5                                                | Начальник караула и отдельного поста                             | К-4       |
| Начальник ГП команды 4 разряда                                              | К-6                                                | Начальник команды 3-го разряда                                   | К-5       |
| Начальник отдельного соединения ПО 5 разряда Начальник ГП команды 3 разряда | К-7                                                | Начальник команды 4-го разряда                                   | К-6       |
| Старший начальствующий состав                                               |                                                    |                                                                  |           |
| Начальник отдельного соединения ПО 4 разряда Начальник ГП команды 2 разряда | К-8                                                | Уполномоченный УПО Начальник команды 1-го разряда                | К-7       |
| Начальник отдельного соединения ПО 3 разряда Начальник ГП команды 1 разряда | К-9                                                | Помощник оперуполномоченного ГУПО Начальник отряда 3-го разряда  | К-8       |
| Начальник отдельного соединения ПО 2 разряда                                | К-10                                               | Оперуполномоченный ГУПО Начальник отряда 2-го разряда            | К-9       |
| Высший начальствующий состав                                                |                                                    |                                                                  |           |
| Начальник отдельного соединения ПО 1 разряда                                | К-11                                               | Помощник начальника отделения ГУПО Начальник отряда 1-го разряда | К-10      |
| Начальник ГПО областного центра                                             | К-12                                               | Начальник отделения ГУПО Начальник отдела УПО                    | К-11      |
| Начальник ГПО г. Москвы, Ленинграда и столиц союзных республик              | К-13                                               | Начальник отдела ГУПО Начальник УПО УНКВД                        | К-12      |
| -                                                                           | -                                                  | Начальник и заместитель начальника ГУПО                          | К-13      |

| 1936      | 1936      | 1936                                       | 1936                           | 1936         | 1936                           | 1936            | 1936                                | 1937-1939 | 1937-1939         | 1937-1939       | 1937-1939       |
| Категория | Категория | ГПО                                        | ГПО                            | ВПО          | ВПО                            | ВПО             | ВПО                                 | Категория | ГПО               | ВПО             | ВПО             |
| Категория | Категория | 1936                                       | 1936                           | С 16.06.1936 | С 16.06.1936                   | С 13.09.1936 г. | С 13.09.1936 г.                     | Категория | С 17.11.1937 г.*) | С 15.04.1938 г. | С 26.02.1939 г. |
| ГПО       | ВПО       | знаки на воротнике                         | нарукавный знак (внизу рукава) | петлица      | нарукавный знак (внизу рукава) | петлица         | нарукавный знак (на локтевом сгибе) | Категория | петлица           | петлица         | петлица         |
| --------- | --------- | ------------------------------------------ | ------------------------------ | ------------ | ------------------------------ | --------------- | ----------------------------------- | --------- | ----------------- | --------------- | --------------- |
| Рядовой   | Рядовой   |                                            |                                |              |                                |                 |                                     | Рядовой   |                   |                 | без изменений   |
| К-1       | К-1       |                                            |                                |              |                                |                 |                                     | К-1, К-2  |                   |                 | без изменений   |
| К-2       | К-2       |                                            |                                |              |                                |                 |                                     | К-1, К-2  |                   |                 | без изменений   |
| К-3       |           |                                            |                                |              |                                |                 |                                     |           |                   |                 |                 |
| К-4       | К-3       | знак по 1936                               |                                |              |                                |                 |                                     | К-3       |                   |                 | без изменений   |
| К-5       | К-4       | знак по 1936                               |                                |              |                                |                 |                                     | К-4       |                   |                 | без изменений   |
| К-6       | К-5       | знак по 1936                               |                                |              |                                |                 |                                     | К-5       |                   |                 | без изменений   |
| К-7       | К-6       | знак по 1936                               |                                |              |                                |                 |                                     | К-6       |                   |                 | без изменений   |
| К-8       | К-7       | знак по 1936 · знак по 1936                |                                |              |                                |                 |                                     | К-7       |                   |                 | без изменений   |
| К-9       | К-8       | знак по 1936 · знак по 1936                |                                |              |                                |                 |                                     | К-8       |                   |                 | без изменений   |
| К-10      | К-9       | знак по 1936 · знак по 1936                |                                |              |                                |                 |                                     | К-9       |                   |                 | без изменений   |
| К-11      | К-10      | знак по 1936 · знак по 1936 · знак по 1936 |                                |              |                                |                 |                                     | К-10      |                   |                 |                 |
| К-12      | К-11      | знак по 1936 · знак по 1936 · знак по 1936 |                                |              |                                |                 |                                     | К-11      |                   |                 |                 |
| К-13      | К-12      | знак по 1936 · знак по 1936 · знак по 1936 |                                |              |                                |                 |                                     | К-12      |                   |                 |                 |
| -         | К-13      | -                                          | -                              |              |                                |                 |                                     | К-13      | нет               | нет             |                 |

```
*) Приказ НКВД СССР № 489
```